# سوين الصليبي

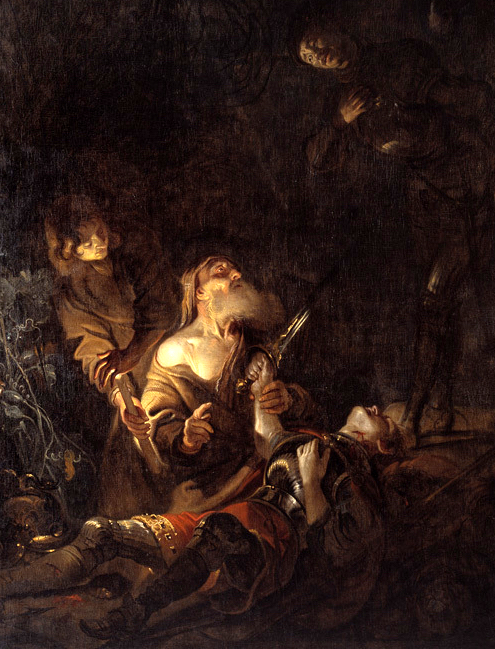
تم العثور على جثة سوين الصليبي حوالي عام 1645، وهي لوحة رسمها كاريل فان ماندر الثالث، في معرض الدنمارك الوطني.

سوين الصليبي (بالدنماركية: Svend Korsfarer)‏ ولد حوالي 1050 في فيلوميليوم (آق شهرحالياً، تركيا) وتوفي عام 1097، كان صليبياً دنماركياً.

## سيرة شخصية
ولد سوين في الدنمارك، فهو يكون ابن الملك سوين الثاني ملك الدنمارك، وزوج فلورين من بورغوندي. واشتهر بمشاركته في الحملة الصليبية الأولى التي قضاها في المقام الأول في قتال الأتراك، وفي طريقه إلى القدس عام 1097، تعرض هو و1500 فارس دنماركي آخر لهجوم من قبل الأتراك. فخسر الدنماركيون المعركة وقُتل سوين الصليبي وزوجته فلورين من بورغوندي.